# The Misfit Wife
The Misfit Wife er en amerikansk stumfilm fra 1920 af Edmund Mortimer.

## Medvirkende
- Alice Lake som Katie Malloy
- Forrest Stanley som Peter Crandall
- William Steele som Duff Simpson
- Frederick Vroom som Dr. Morton
- Graham Pettie som Shad Perkins
- Edward Martindel som Henry Gilsey
- Leota Lorraine som Edith Gilsey
- Helen Pillsbury som Mrs. Crandall
- Jack Livingston som Bert McBride
- Jim Blackwell